# Mistrzostwa Azji Południowo-Wschodniej w Zapasach w 2023
Mistrzostwa Azji Południowo-Wschodniej w 2023 rozegrano w stolicy Kambodży Phnom Penh, w dniach 5 – 9 grudnia.

## Tabela medalowa
Gospodarz zawodów został zaznaczony kolorem.
| Poz. | Państwo   |    |    |    | Łącznie |
| ---- | --------- | -- | -- | -- | ------- |
| 1    | Wietnam   | 26 | 5  | 0  | 31      |
| 2    | Kambodża  | 3  | 17 | 9  | 29      |
| 3    | Singapur  | 0  | 3  | 5  | 8       |
| 4    | Filipiny  | 0  | 2  | 4  | 6       |
| 5    | Indonezja | 0  | 1  | 4  | 5       |
| 6    | Tajlandia | 0  | 1  | 0  | 1       |
| 7    | Laos      | 0  | 0  | 1  | 1       |
|      | Łącznie   | 29 | 29 | 23 | 81      |

## Wyniki mężczyzn

### W stylu klasycznym
| Waga   | Złoto:            | Srebro:             | Brąz:                |
| 55 kg  | Nguyễn Trọng Nam  | Socheat Thach       | ----                 |
| 60 kg  | Nguyễn Đình Huy   | Muhammad Al-Ghifari | Soeun Sophors        |
| 63 kg  | Trần Văn Tưởng    | Pros Chray          | Dimas Alamsyah       |
| 67 kg  | Nguyễn Công Thành | Eng Phanit          | Bayu Wilantara       |
| 72 kg  | Mạnh Hùng Bùi     | Chon Thoun          | Chheang Chhoeun      |
| 77 kg  | Nguyễn Bá Sơn     | Pisin Chham         | ----                 |
| 82 kg  | Nguyễn Chí Hiếu   | Aryan Azman         | Sophak Keo           |
| 87 kg  | Nghiêm Đình Hiếu  | Veasna Chhoeung     | Greg Vincent Ramores |
| 97 kg  | Nguyễn Minh Hiếu  | Sari Mo             | Sov Dorn             |
| 130 kg | Bali Sou          | Trịnh Văn Dục       | Lerdxai Khamthama    |

### W stylu wolnym
| Waga   | Złoto:             | Srebro:         | Brąz:               |
| 57 kg  | Phạm Như Kiên      | Socheat Thach   | ----                |
| 61 kg  | Nguyễn Hữu Định    | Soeun Sophors   | Muhammad Al-Ghifari |
| 65 kg  | Nguyễn Xuân Định   | Eng Phanit      | Edmund Miranda      |
| 70 kg  | Ngô Thế Sao        | Chheang Chhoeun | Chon Thoun          |
| 74 kg  | Cấn Tất Dự         | Hong Yeow Lou   | Sok Leang Lim       |
| 79 kg  | Nguyễn Văn Tú      | Makara Nguon    | Aryan Azman         |
| 86 kg  | Trần Văn Trường Vũ | Vuthy Heng      | Bayu Wilantara      |
| 92 kg  | Phạm Phước Rin     | Rottha Heng     | ----                |
| 97 kg  | Sari Mo            | Ngô Văn Lâm     | Sov Dorn            |
| 125 kg | Bali Sou           | Pham Anh Tiếp   | Alvin Bai Ran Leong |

### W stylu wolnym kobiet
| Waga  | Złoto:              | Srebro:               | Brąz:           |
| 50 kg | Triệu Thị Yến       | Jiah Pingot           | Rima Angraini   |
| 53 kg | Nguyễn Thị Xuân     | Samnang Dit           | Yusma Deswita   |
| 55 kg | Bùi Thị Đào         | Rea Grace Cervantes   | Vannak Sambat   |
| 57 kg | Nguyên Thi Mỹ Trạng | Danielle Lim          | Cathlyn Vergara |
| 59 kg | Trần Thị Ánh        | Surangkanang Duangjit | ----            |
| 62 kg | Nguyễn Thị Mỹ Hạnh  | Sreylen Chhoeun       | Joelle Ting     |
| 65 kg | Trần Ánh Tuyết      | Noeurn Soeurn         | ----            |
| 68 kg | Lại Diệu Thương     | Lê Thị Quỳnh Như      | Kanha Chea      |
| 76 kg | Đặng Thị Linh       | Tô Thị Ninh           | Jean Lobo       |